# رايخسجاو والونيا
والونيا رايخسجاو رايخسجاو لألمانيا النازية أنشئ في عام 1944. تشمل في الوقت الحاضر والونيا في حدودها الإقليمية القديمة، باستثناء Comines-Warneton لكنها تشمل فورين. تم فصل كلا من Eupen-Malmedy وMoresnet، وكلاهما تم دمجهما بالفعل في ألمانيا بعد فوزهما في معركة فرنسا عام 1940.
عندما ضمت ألمانيا النازية حكومة بلجيكا وشمال فرنسا في 15 ديسمبر 1944، لم يكن أي جزء من Reichsgau Wallonia المخطط له تحت السيطرة الألمانية. خلال معركة الثغرة، أصبحت كل الأراضي الواقعة شرق الجبهة الغربية داخل بلجيكا (باستثناء باستون ) جزءًا من Reichsgau Wallonia. كانت بلدية روشفورت أكثر البلديات اكتظاظاً بالسكان والتي احتلها الألمان في عهد الرايخساو والونيا.

## التاريخ
بعد غزوها من قبل ألمانيا في يونيو 1940، وضعت بلجيكا في البداية تحت حكومة عسكرية "مؤقتة"، على الرغم من المزيد من الفصائل الراديكالية داخل الحكومة الألمانية مثل قوات الأمن الخاصة التي حثت على تنصيب حكومة مدنية نازية أخرى كما حدث في النرويج وهولندا.  تم ضمها مع الإقليمين الفرنسيين في الشمال وباد كاليه (تم تضمينهما على أساس أن جزءًا من هذه الأراضي ينتمي إلى فلاندرز الجرمانية، بالإضافة إلى حقيقة أن المنطقة بأكملها شكلت وحدة اقتصادية متكاملة  ) باسم الإدارة العسكرية في بلجيكا وشمال فرنسا ( Militärverwaltung in Belgien und Nordfrankreich ).